# Élections municipales de 2017 dans Rivière-du-Loup
Pour un article plus général, voir Élections municipales de 2017 dans le Bas-Saint-Laurent.
Cet article concerne les élections municipales de 2021 dans le Bas-Saint-Laurent dans la municipalité régionale de comté de Rivière-du-Loup.

## Cacouna
| Partis                         | Partis         | Candidats pour la mairie   | Vote | %     |
| ------------------------------ | -------------- | -------------------------- | ---- | ----- |
|                                | Équipe Cacouna | Ghislaine Daris (Sortante) | 517  | 63,59 |
|                                | Indépendant    | Jean-Pierre Cormier        | 296  | 36,41 |
| Taux de participation : 53,6 % |                |                            |      |       |

| Partis | Partis         | Candidats pour la mairie  | Vote | %     |
| ------ | -------------- | ------------------------- | ---- | ----- |
|        | Indépendante   | Danielle Gagné            | 475  | 58,64 |
|        | Équipe Cacouna | Gilles D'Amours (Sortant) | 335  | 41,36 |

| Partis | Partis         | Candidats conseiller #2 | Vote            | %               |
| ------ | -------------- | ----------------------- | --------------- | --------------- |
|        | Équipe Cacouna | Rémi Beaulieu (Sortant) | Sans opposition | Sans opposition |

| Partis | Partis         | Candidats conseiller #3  | Vote            | %               |
| ------ | -------------- | ------------------------ | --------------- | --------------- |
|        | Équipe Cacouna | Francine Côté (Sortante) | Sans opposition | Sans opposition |

| Partis | Partis         | Candidats conseiller #3    | Vote | %     |
| ------ | -------------- | -------------------------- | ---- | ----- |
|        | Équipe Cacouna | Benoît Thériault (Sortant) | 425  | 52,21 |
|        | Indépendante   | France Dionne              | 389  | 47,79 |

| Partis | Partis         | Candidats conseiller #5 | Vote            | %               |
| ------ | -------------- | ----------------------- | --------------- | --------------- |
|        | Équipe Cacouna | Bruno Gagnon (Sortant)  | Sans opposition | Sans opposition |

| Partis | Partis         | Candidats conseiller #6    | Vote            | %               |
| ------ | -------------- | -------------------------- | --------------- | --------------- |
|        | Équipe Cacouna | Suzanne Rhéaume (Sortante) | Sans opposition | Sans opposition |

## L'Isle-Verte
| Candidats pour la mairie                  | Vote | %     |
| ----------------------------------------- | ---- | ----- |
| Ginette Caron (Sortante d'un autre poste) | 513  | 91,61 |
| Gaston Hervieux                           | 47   | 8,39  |
| Taux de participation : 51,3 %            |      |       |

| Candidats conseiller #1 | Vote            | %               |
| ----------------------- | --------------- | --------------- |
| Véronique Dionne        | Sans opposition | Sans opposition |

| Candidats conseiller #2 | Vote            | %               |
| ----------------------- | --------------- | --------------- |
| Ginette Côté            | Sans opposition | Sans opposition |

| Candidats conseiller #3 | Vote            | %               |
| ----------------------- | --------------- | --------------- |
| Sophie Sirois           | Sans opposition | Sans opposition |

| Candidats conseiller #4 | Vote            | %               |
| ----------------------- | --------------- | --------------- |
| Stéphane Dubé           | Sans opposition | Sans opposition |

| Candidats conseiller #5 | Vote            | %               |
| ----------------------- | --------------- | --------------- |
| Jean Pelletier          | Sans opposition | Sans opposition |

| Candidats conseiller #6 | Vote            | %               |
| ----------------------- | --------------- | --------------- |
| Bernard Nieri           | Sans opposition | Sans opposition |

- Démission de Ginette Côté (conseillère #2) peu avant le 8 octobre 2019[1].

## Notre-Dame-des-Sept-Douleurs
| Candidats pour la mairie                   | Vote | %     |
| ------------------------------------------ | ---- | ----- |
| Louise Newbury (Sortante d'un autre poste) | 97   | 66,90 |
| Léopold Fraser (Sortant)                   | 48   | 33,10 |
| Taux de participation : 91,4 %             |      |       |

| Candidats conseiller #1 | Vote | %     |
| ----------------------- | ---- | ----- |
| Charles Méthé (Sortant) | 98   | 67,59 |
| Bruno Vincent           | 47   | 32,41 |

| Candidats conseiller #2       | Vote | %     |
| ----------------------------- | ---- | ----- |
| André-Pierre Contandriopoulos | 98   | 68,53 |
| Claire Marien                 | 45   | 31,47 |

| Candidats conseiller #3   | Vote | %     |
| ------------------------- | ---- | ----- |
| Léonce Tremblay (Sortant) | 102  | 69,86 |
| Nicole Picard             | 44   | 30,14 |

| Candidats conseiller #4 | Vote            | %               |
| ----------------------- | --------------- | --------------- |
| Carol Caron (Sortant)   | Sans opposition | Sans opposition |

## Notre-Dame-du-Portage
| Candidats pour la mairie       | Vote | %     |
| ------------------------------ | ---- | ----- |
| Vincent More (Sortant)         | 399  | 69,03 |
| Denise Côté                    | 179  | 30,97 |
| Taux de participation : 54,2 % |      |       |

| Candidats conseiller #1 | Vote            | %               |
| ----------------------- | --------------- | --------------- |
| Suzette de Rome         | Sans opposition | Sans opposition |

| Candidats conseiller #2       | Vote | %     |
| ----------------------------- | ---- | ----- |
| Jacqueline Poirier (Sortante) | 420  | 76,23 |
| Mireille Savary               | 131  | 23,77 |

| Candidats conseiller #3  | Vote            | %               |
| ------------------------ | --------------- | --------------- |
| Marie Diament (Sortante) | Sans opposition | Sans opposition |

| Candidats conseiller #4       | Vote | %     |
| ----------------------------- | ---- | ----- |
| Emmanuelle Garnaud (Sortante) | 324  | 58,48 |
| Francine Pelletier            | 230  | 41,52 |

| Candidats conseiller #5 | Vote            | %               |
| ----------------------- | --------------- | --------------- |
| Claude Caron (Sortant)  | Sans opposition | Sans opposition |

| Candidats conseiller #6   | Vote            | %               |
| ------------------------- | --------------- | --------------- |
| Stéphane Fraser (Sortant) | Sans opposition | Sans opposition |

## Rivière-du-Loup
| Candidats pour la mairie                  | Vote  | %     |
| ----------------------------------------- | ----- | ----- |
| Sylvie Vignet (Sortante d'un autre poste) | 3 396 | 42,61 |
| Pierre Levesque                           | 3 008 | 37,74 |
| Gaétan Gamache (Sortant)                  | 1 566 | 19,65 |
| Taux de participation : 50,6 %            |       |       |

| Candidats district de la Pointe (1) | Vote | %     |
| ----------------------------------- | ---- | ----- |
| Gérald Plourde (Sortant)            | 554  | 35,20 |
| Daniel Levasseur                    | 535  | 33,99 |
| Marco Dumais                        | 485  | 30,81 |

| Candidats district de l'Estuaire (2) | Vote | %     |
| ------------------------------------ | ---- | ----- |
| Steeve Drapeau (Sortant)             | 537  | 52,70 |
| Denis Michaud                        | 482  | 47,30 |

| Candidats district Saint-Patrice (3) | Vote | %     |
| ------------------------------------ | ---- | ----- |
| Nelson Lepage                        | 949  | 65,22 |
| Jérémie Pouliot (Sortant)            | 506  | 34,78 |

| Candidats district Fraserville (4) | Vote | %     |
| ---------------------------------- | ---- | ----- |
| Jacques Minville (Sortant)         | 862  | 62,46 |
| Daniel Lévesque                    | 268  | 19,42 |
| Gaétan Frenette                    | 250  | 18,12 |

| Candidats district de la Rivière (5) | Vote            | %               |
| ------------------------------------ | --------------- | --------------- |
| Mario Bastille (Sortant)             | Sans opposition | Sans opposition |

| Candidats district de la Plaine (6) | Vote            | %               |
| ----------------------------------- | --------------- | --------------- |
| André Beaulieu                      | Sans opposition | Sans opposition |

## Saint-Antonin
| Candidats pour la mairie | Vote            | %               |
| ------------------------ | --------------- | --------------- |
| Michel Nadeau (Sortant)  | Sans opposition | Sans opposition |

| Candidats district Des Six-Mille-Âcres (1) | Vote            | %               |
| ------------------------------------------ | --------------- | --------------- |
| Mario Fortin (Sortant)                     | Sans opposition | Sans opposition |

| Candidats district De l'Église (2) | Vote            | %               |
| ---------------------------------- | --------------- | --------------- |
| Dominique Dupont (Sortant)         | Sans opposition | Sans opposition |

| Candidats district Du Vieux-Chemin (3) | Vote            | %               |
| -------------------------------------- | --------------- | --------------- |
| Alain Castonguay (Sortant)             | Sans opposition | Sans opposition |

| Candidats district De la Bleuetière (4) | Vote            | %               |
| --------------------------------------- | --------------- | --------------- |
| Jean-Rock Boucher (Sortant)             | Sans opposition | Sans opposition |

| Candidats district Du Chemin-Neuf (5) | Vote            | %               |
| ------------------------------------- | --------------- | --------------- |
| Denis Fortin (Sortant)                | Sans opposition | Sans opposition |

| Candidats district Du Sable-et-de-la-Forêt (6) | Vote            | %               |
| ---------------------------------------------- | --------------- | --------------- |
| Gilles Thériault (Sortant)                     | Sans opposition | Sans opposition |

- Michel Gagnon remplace Denis Fortin à titre de conseiller #5 en cours de mandat.

## Saint-Arsène
| Candidats pour la mairie               | Vote            | %               |
| -------------------------------------- | --------------- | --------------- |
| Mario Lebel (Sortant d'un autre poste) | Sans opposition | Sans opposition |

| Candidats conseiller #1 | Vote            | %               |
| ----------------------- | --------------- | --------------- |
| Régis Michaud           | Sans opposition | Sans opposition |

| Candidats conseiller #2 | Vote            | %               |
| ----------------------- | --------------- | --------------- |
| Marc Rioux              | Sans opposition | Sans opposition |

| Candidats conseiller #3                | Vote | %     |
| -------------------------------------- | ---- | ----- |
| Pierre Dubé (Sortant d'un autre poste) | 414  | 74,06 |
| Rhéal Jr. Dulac                        | 145  | 25,94 |

| Candidats conseiller #4 | Vote            | %               |
| ----------------------- | --------------- | --------------- |
| Robin Plourde           | Sans opposition | Sans opposition |

| Candidats conseiller #5 | Vote | %     |
| ----------------------- | ---- | ----- |
| Marc Dionne             | 403  | 71,45 |
| Réal Morin              | 161  | 28,55 |

| Candidats conseiller #6                       | Vote            | %               |
| --------------------------------------------- | --------------- | --------------- |
| Vallier Desjardins (Sortant d'un autre poste) | Sans opposition | Sans opposition |

## Saint-Cyprien
| Candidats pour la mairie | Vote            | %               |
| ------------------------ | --------------- | --------------- |
| Michel Lagacé (Sortant)  | Sans opposition | Sans opposition |

| Candidats conseiller #1 | Vote            | %               |
| ----------------------- | --------------- | --------------- |
| Jérôme Lebel (Sortant)  | Sans opposition | Sans opposition |

| Candidats conseiller #2 | Vote            | %               |
| ----------------------- | --------------- | --------------- |
| Alain Denis (Sortant)   | Sans opposition | Sans opposition |

| Candidats conseiller #3  | Vote            | %               |
| ------------------------ | --------------- | --------------- |
| Miguel Ouellet (Sortant) | Sans opposition | Sans opposition |

| Candidats conseiller #4   | Vote            | %               |
| ------------------------- | --------------- | --------------- |
| Enrico Bélanger (Sortant) | Sans opposition | Sans opposition |

| Candidats conseiller #5 | Vote            | %               |
| ----------------------- | --------------- | --------------- |
| Ève Bachand             | Sans opposition | Sans opposition |

| Candidats conseiller #6 | Vote            | %               |
| ----------------------- | --------------- | --------------- |
| Alain Roy               | Sans opposition | Sans opposition |

- Démission d'Enrico Bélanger (conseiller #4) le 4 février 2019[2].

- Anabelle Dubé entre au conseil municipal à titre de conseillère #4 en mars-avril 2019[3].

| Candidats conseiller #4 | Vote | % |
| ----------------------- | ---- | - |
| Anabelle Dubé           |      |   |

- Fin du mandat de Ève Bachand (conseillère #5) le 9 novembre 2020[4].

## Saint-François-Xavier-de-Viger
| Candidats pour la mairie       | Vote | %     |
| ------------------------------ | ---- | ----- |
| Yvon Caron (Sortant)           | 110  | 80,88 |
| Roger Plante                   | 26   | 19,12 |
| Taux de participation : 52,2 % |      |       |

| Candidats conseiller #1 | Vote            | %               |
| ----------------------- | --------------- | --------------- |
| Jean Bernier (Sortant)  | Sans opposition | Sans opposition |

| Candidats conseiller #2    | Vote            | %               |
| -------------------------- | --------------- | --------------- |
| Stéphane Boucher (Sortant) | Sans opposition | Sans opposition |

| Candidats conseiller #3 | Vote            | %               |
| ----------------------- | --------------- | --------------- |
| Sonny Sirois (Sortant)  | Sans opposition | Sans opposition |

| Candidats conseiller #4 | Vote | %     |
| ----------------------- | ---- | ----- |
| Marie-Rose Plourde      | 66   | 48,89 |
| Sébastien Dubé          | 55   | 40,74 |
| Denis Plourde           | 14   | 10,37 |

| Candidats conseiller #5 | Vote | %     |
| ----------------------- | ---- | ----- |
| Bernard Tardif          | 121  | 88,97 |
| Nathalie Beaupré        | 15   | 11,03 |

| Candidats conseiller #6     | Vote | %     |
| --------------------------- | ---- | ----- |
| Renée Soucy                 | 89   | 65,44 |
| Nathalie Boucher (Sortante) | 47   | 34,56 |

## Saint-Hubert-de-Rivière-du-Loup
| Candidats pour la mairie | Vote            | %               |
| ------------------------ | --------------- | --------------- |
| Gilles Couture (Sortant) | Sans opposition | Sans opposition |

| Candidats conseiller #1 | Vote            | %               |
| ----------------------- | --------------- | --------------- |
| Rémi Ouellet            | Sans opposition | Sans opposition |

| Candidats conseiller #2  | Vote            | %               |
| ------------------------ | --------------- | --------------- |
| Manon Belzile (Sortante) | Sans opposition | Sans opposition |

| Candidats conseiller #3      | Vote            | %               |
| ---------------------------- | --------------- | --------------- |
| Bertrand Thériault (Sortant) | Sans opposition | Sans opposition |

| Candidats conseiller #4  | Vote            | %               |
| ------------------------ | --------------- | --------------- |
| Claude Boucher (Sortant) | Sans opposition | Sans opposition |

| Candidats conseiller #5 | Vote            | %               |
| ----------------------- | --------------- | --------------- |
| Guylaine D'Amours       | Sans opposition | Sans opposition |

| Candidats conseiller #6 | Vote | % |
| ----------------------- | ---- | - |
| Aucune candidature      |      |   |

- Le poste de conseiller #6 est comblé par Carl Gagné entre novembre 2017 et décembre 2018[5].

- Démission de Bertrand Thériault (conseillère #3) le 2 mars 2020[6].

## Saint-Modeste
| Partis | Partis            | Candidats pour la mairie       | Vote            | %               |
| ------ | ----------------- | ------------------------------ | --------------- | --------------- |
|        | Équipe St-Modeste | Louis-Marie Bastille (Sortant) | Sans opposition | Sans opposition |

| Partis | Partis            | Candidats conseiller #1 | Vote            | %               |
| ------ | ----------------- | ----------------------- | --------------- | --------------- |
|        | Équipe St-Modeste | Cynthia Gamache         | Sans opposition | Sans opposition |

| Partis | Partis            | Candidats conseiller #2         | Vote            | %               |
| ------ | ----------------- | ------------------------------- | --------------- | --------------- |
|        | Équipe St-Modeste | Émile-Olivier Desgens (Sortant) | Sans opposition | Sans opposition |

| Partis | Partis            | Candidats conseiller #3    | Vote            | %               |
| ------ | ----------------- | -------------------------- | --------------- | --------------- |
|        | Équipe St-Modeste | Yannick Bélanger (Sortant) | Sans opposition | Sans opposition |

| Partis | Partis            | Candidats conseiller #4 | Vote            | %               |
| ------ | ----------------- | ----------------------- | --------------- | --------------- |
|        | Équipe St-Modeste | Danny Michaud           | Sans opposition | Sans opposition |

| Partis | Partis            | Candidats conseiller #5 | Vote            | %               |
| ------ | ----------------- | ----------------------- | --------------- | --------------- |
|        | Équipe St-Modeste | Stéphanie Gaudreault    | Sans opposition | Sans opposition |

| Partis | Partis            | Candidats conseiller #6   | Vote            | %               |
| ------ | ----------------- | ------------------------- | --------------- | --------------- |
|        | Équipe St-Modeste | Simon Pelletier (Sortant) | Sans opposition | Sans opposition |

## Saint-Paul-de-la-Croix
| Simon Périard                  | 104 | 51,49 |
| Sylvain Desmeules              | 98  | 48,51 |
| Taux de participation : 71,1 % |     |       |

| Candidats conseiller #1 | Vote            | %               |
| ----------------------- | --------------- | --------------- |
| Julie Bélanger          | Sans opposition | Sans opposition |

| Candidats conseiller #2    | Vote            | %               |
| -------------------------- | --------------- | --------------- |
| Micheline Gagné (Sortante) | Sans opposition | Sans opposition |

| Candidats conseiller #3   | Vote            | %               |
| ------------------------- | --------------- | --------------- |
| Jérôme Dancause (Sortant) | Sans opposition | Sans opposition |

| Candidats conseiller #4 | Vote            | %               |
| ----------------------- | --------------- | --------------- |
| Johanne Charron         | Sans opposition | Sans opposition |

| Candidats conseiller #5 | Vote            | %               |
| ----------------------- | --------------- | --------------- |
| Réjean Caron            | Sans opposition | Sans opposition |

| Candidats conseiller #6 | Vote            | %               |
| ----------------------- | --------------- | --------------- |
| Christine Malenfant     | Sans opposition | Sans opposition |

- Démission de Micheline Gagné (conseillère #2) en dénonciation de l'attitude négative de certains collègues le 10 juillet 2019[7].

- Démission en bloc des conseillers Julie Bélanger, Jérôme Dancause, Johanne Charron et Christine Malenfant (conseillers #1, #3, #4 et #6) en raison d'une ambiance malsaine au sein de conseil municipal le 24 juillet 2019[7].

- Démission de Réjean Caron, conseiller #5 et dernier conseiller encore en poste, le 29 juillet 2019[8].

- Élections partielles aux postes de conseillers #1, #2, #3, #4 et #6 le 8 mars 2020[9].
  - Sont élu(e)s: Simon Desmeules (conseiller #1), Marjolaine April (conseillère #2), Serge Boucher (conseiller #3), Guillaume Deslauriers (conseiller #4), Johanne Charron (conseillère #5) et Éric Pellerin (conseiller #6), avec une participation de 231 électeurs sur 305 (~75%)[9].

| Candidats conseiller #1 | Vote | % |
| ----------------------- | ---- | - |
| Sylvain Desmeules       | +114 |   |
| Jean-Yves Castonguay    |      |   |

| Candidats conseiller #2 | Vote | % |
| ----------------------- | ---- | - |
| Marjolaine April        | +124 |   |
| Yvon Marquis            |      |   |

| Candidats conseiller #3 | Vote            | %               |
| ----------------------- | --------------- | --------------- |
| Serge Boucher           | Sans opposition | Sans opposition |

| Candidats conseiller #4 | Vote | % |
| ----------------------- | ---- | - |
| Guillaume Deslauriers   | +132 |   |
| J. Albert Pelletier     |      |   |

| Candidats conseiller #5 | Vote | % |
| ----------------------- | ---- | - |
| Johanne Charron         | +109 |   |
| Réjean Dupuis           |      |   |

| Candidats conseiller #6 | Vote            | %               |
| ----------------------- | --------------- | --------------- |
| Éric Pellerin           | Sans opposition | Sans opposition |

- Élection partielle au poste de maire le 30 octobre 2020[10].
  - Organisée en raison de la démission du maire Simon Périard pour raisons de santé en août 2020[10].
  - Élection de Jérôme Dancause, conseiller de 2017 à juillet 2019, au poste de maire[10].

| Candidats pour la mairie | Vote            | %               |
| ------------------------ | --------------- | --------------- |
| Jérôme Dancause          | Sans opposition | Sans opposition |

## Saint-Épiphane
| Candidats pour la mairie | Vote            | %               |
| ------------------------ | --------------- | --------------- |
| Renald Côté (Sortant)    | Sans opposition | Sans opposition |

| Candidats conseiller #1         | Vote            | %               |
| ------------------------------- | --------------- | --------------- |
| Pâquerette Thériault (Sortante) | Sans opposition | Sans opposition |

| Candidats conseiller #2 | Vote            | %               |
| ----------------------- | --------------- | --------------- |
| Vallier Côté (Sortant)  | Sans opposition | Sans opposition |

| Candidats conseiller #3 | Vote | %     |
| ----------------------- | ---- | ----- |
| Caroline Coulombe       | 243  | 76,90 |
| Hervé Dubé (Sortant)    | 73   | 23,10 |

| Candidats conseiller #4       | Vote | %     |
| ----------------------------- | ---- | ----- |
| Abel Thériault                | 212  | 66,88 |
| Nathalie Pelletier (Sortante) | 105  | 33,12 |

| Candidats conseiller #5     | Vote | %     |
| --------------------------- | ---- | ----- |
| Guillaume Tardif            | 245  | 78,53 |
| Céline D'Auteuil (Sortante) | 67   | 21,47 |

| Candidats conseiller #6  | Vote            | %               |
| ------------------------ | --------------- | --------------- |
| Sébastien Dubé (Sortant) | Sans opposition | Sans opposition |